# Dmitrij Furmanov
Dmitrij Andrejevitj Furmanov, född 7 november 1891, död 15 mars 1926, var en rysk författare.
Dmitrij Furmanov deltog aktivt i ryska inbördeskriget på de rödas sida i strider med Aleksandr Koltjaks kosacker. Han arbetade därefter ivrigt för det kommunistiska partiet i kommittéer och bokförlag. Hans litterära produktion är ganska liten. Han berömmelse grundar sig främst på romanerna Trapajev och Upproret (1923, fransk översättning 1933, engelsk 1935), en till hälften dokumentär, hälften skönlitterär skildring av en bonde, som blir ledare för en division bolsjeviker under inbördeskriget och med framgång för befäl över sina soldater i striderna om Uralsk. Furmanov verklighetstrogna skildringar var på sin tid uppskattade, och typiska för det slag av litteratur som särskilt omhuldades strax efter första världskriget.